# Michael Jablow
Michael Jablow ist ein US-amerikanischer Filmeditor. Er begann seine Laufbahn als Schnittassistent Ende der 1970er Jahre in Filmen wie You Light Up My Life  und Hair. Er war bisher an mehr als 40 Produktionen beteiligt.
1998 und 2002 war er jeweils für den Eddie Award der American Cinema Editors nominiert. 2001 erfolgte eine Nominierung für den Emmy.

## Filmografie (Auswahl)
- 1977: You Light Up My Life
- 1979: Hair
- 1981: Schatz, du strahlst ja so! (Modern Problems)
- 1987: Schmeiß’ die Mama aus dem Zug! (Throw Momma from the Train)
- 1988: Die nackte Kanone (The Naked Gun: From the Files of Police Squad!)
- 1991: Die blonde Versuchung (The Marrying Man)
- 1992: Boomerang
- 1992: Die Muppets-Weihnachtsgeschichte (The Muppet Christmas Carol)
- 1992: Mom und Dad retten die Welt (Mom and Dad Save the World)
- 1992: Schuld war nur der Weihnachtsmann (Christmas in Connecticut)
- 1993: Mein Freund, der Zombie (My Boyfriend′s Back)
- 1994: Little Big Boss (Little Big League)
- 1996: Muppets – Die Schatzinsel (Muppet Treasure Island)
- 1998: Ich kann’s kaum erwarten! (Can’t Hardly Wait)
- 1998: Homegrown
- 2000: Dumm gelaufen – Kidnapping für Anfänger (Screwed)
- 2000: Rufmord – Jenseits der Moral (The Contender)
- 2001: 61*
- 2001: Die letzte Festung (The Last Castle)
- 2003: Old School – Wir lassen absolut nichts anbrennen (Old School)
- 2004: Ein verrückter Tag in New York (New York Minute)
- 2005: Beauty Shop
- 2006: She’s the Man – Voll mein Typ! (She’s the Man)
- 2007: Daddy ohne Plan (The Game Plan)
- 2009: Alien Trespass
- 2009: Girls United – Gib Alles! (Bring It On: Fight to the Finish)
- 2009: The Goods – Schnelle Autos, schnelle Deals (The Goods: Live Hard, Sell Hard)
- 2011: Girls Club 2 – Vorsicht bissig! (Mean Girls 2, Fernsehfilm)
- 2013–2014: The Fosters (Fernsehserie, acht Episoden)
- 2015: Grace and Frankie (Fernsehserie, vier Episoden)